# 1231. W.-D.-Polenow-Schule
Die W.-D. Polenow-Schule Nr. 1231 (russisch Школа №1231 им. В.Д. Поленова Schkola №1231 imeni W. D. Polenowa) ist eine staatliche allgemeinbildende Schule in Moskau, die im Jahr 1936 gegründet wurde. Die Schule ist nach dem russischen Maler Wassili Dmitrijewitsch Polenow benannt. Es arbeitet mit der UNESCO und vielen russischen Universitäten wie der Lomonossow-Universität Moskau, der Wirtschaftshochschule Moskau  sowie mit verschiedenen Jugend- und Ehrenamtorganisationen zusammen. Sie liegt in der Nähe des Arbat.

## Geschichte
Im Jahr 1936 wurde das Hauptgebäude der Schule in der Spasopeskowski Pereulok errichtet. Später erhielt sie den Status einer Schule mit dem Schwerpunkt Französischunterricht. Im Jahr 2013, nach der Zusammenlegung mit anderen Gebäuden, erhielt die Schule den Status eines Gymnasiums und einen neuen Namen (Polenow-Gymnasium №1231). Jetzt heißt es 1231. V.-D.-Polenow-Schule.

## Persönlichkeiten
- Dmitri Gluchowski (* 1979), Schriftsteller, vor allem durch sein Buch Metro 2033 bekannt
- Jegor Berojew (* 1977), Schauspieler[2]